# Туника Рисорт (Мисисипи)
Туника Рисорт (енгл. Tunica Resorts) насељено је место без административног статуса у америчкој савезној држави Мисисипи.

## Демографија
По попису из 2010. године број становника је 1.910.
| Група             | 2000.    | 2010.         |
| Белци             | 0 (0,0%) | 634 (33,2%)   |
| Афроамериканци    | 0 (0,0%) | 1.164 (60,9%) |
| Азијати           | 0 (0,0%) | 31 (1,6%)     |
| Хиспаноамериканци | 0 (0,0%) | 65 (3,4%)     |
| Укупно            | 0        | 1.910         |